# Ariobarzane II de Cappadoce
Pour les articles homonymes, voir Ariobarzane.
Ariobarzane II Philopator (en grec ancien Ἀριοϐαρζάνης Φιλοπάτωρ,Ariobarzánēs Philopátōr, « ami de son père ») est un roi de Cappadoce ayant régné de 63  à 51 av. J.-C.

## Biographie
Il devient roi après l'abdication de son père Ariobarzane Ier de Cappadoce. Son épouse fille du roi Mithridate VI, se nomme Athénaïs (en).
Admirateur de la culture grecque, il restaure l’Odéon d’Athènes qui avait été incendié par Sylla. Il réussit à se maintenir sur le trône huit années avant d’être victime selon Cicéron d’une conjuration dont on ignore les détails.
Il est le père de ses deux successeurs : Ariobarzane III Eusebes Philoromaios et Ariarathe X Eusebes Philadelphos.